# (1667) Pels
(1667) Pels es el asteroide número 1667 situado en el cinturón principal. Fue descubierto por el astrónomo Hendrik van Gent desde la estación meridional de Leiden en Johannesburgo, República Sudaficana, el 16 de septiembre de 1930. Su designación alternativa es 1930 SY. Está nombrado en honor del astrónomo neerlandés Gerrit Pels (1893-1966).